# Eduard Krieger
Eduard Franz (Edi) Krieger (Wenen, 16 december 1946 – aldaar, 20 december 2019) was een Oostenrijks voetballer die als middenvelder of libero speelde.

## Clubcarrière
Krieger speelde voor Simmering en Waggonfabrik voor hij in 1969 bij Austria Wien kwam. 
In 1975 ging hij naar Club Brugge waar hij drie en een half seizoen zou spelen. In Brugge beleefde hij onder de toenmalige trainer Ernst Happel, een gouden tijd met drie landstitels op rij.
Ook bereikte hij met Brugge de UEFA Cup finale in 1976 en de Europacup I finale in 1978, die uiteindelijk beiden van Liverpool werden verloren.
Kort na het opstappen van zijn landgenoot Happel werd Krieger een half seizoen uitgeleend aan de Nederlandse eredivisionist FC VVV. Daar speelde hij in het seizoen 1978-79 slechts acht wedstrijden, waarin hij tweemaal scoorde. 
Vervolgens keerde hij terug naar zijn geboorteland en besloot zijn loopbaan in 1982 bij LASK Linz.

### Profstatistieken
| Seizoen | Club         | Land       | Competitie    | Wed. | Goals |
| ------- | ------------ | ---------- | ------------- | ---- | ----- |
| 1969/70 | Austria Wien | Oostenrijk | Bundesliga    | 26   | 0     |
| 1970/71 | Austria Wien | Oostenrijk | Bundesliga    | 29   | 3     |
| 1971/72 | Austria Wien | Oostenrijk | Bundesliga    | 25   | 2     |
| 1972/73 | Austria Wien | Oostenrijk | Bundesliga    | 28   | 5     |
| 1973/74 | Austria Wien | Oostenrijk | Bundesliga    | 29   | 3     |
| 1974/75 | Austria Wien | Oostenrijk | Bundesliga    | 31   | 1     |
| 1975/76 | Club Brugge  | België     | Eerste klasse | 28   | 4     |
| 1976/77 | Club Brugge  | België     | Eerste klasse | 29   | 6     |
| 1977/78 | Club Brugge  | België     | Eerste klasse | 26   | 0     |
| 1978/79 | Club Brugge  | België     | Eerste klasse | 5    | 0     |
| 1978/79 | → FC VVV     | Nederland  | Eredivisie    | 8    | 2     |
| 1979/80 | LASK         | Oostenrijk | Bundesliga    | 35   | 6     |
| 1980/81 | LASK         | Oostenrijk | Bundesliga    | 32   | 7     |
| 1981/82 | LASK         | Oostenrijk | Bundesliga    | 26   | 1     |
| Totaal  | Totaal       | Totaal     | Totaal        | 357  | 40    |

## Interlandcarrière
Krieger maakte in 1970 zijn debuut voor het Oostenrijks voetbalelftal en speelde 25 interlands. Hij nam deel aan het Wereldkampioenschap voetbal in 1978, waar hij o.m. met 5-1 van het Nederlands Elftal verloor.
Als hoogtepunt in zijn carrière noemt Krieger de 3-2 zege van Oostenrijk op West-Duitsland in datzelfde toernooi. In die wedstrijd kwamen twee assists van de middenvelder.

## Privé
Krieger dreef na zijn sportloopbaan een koffiehuis, maar ging failliet. Daarna werd hij groenteboer. Hij trainde ook de Weense amateurclubs Ajax en Victoria. Krieger overleed eind 2019 op 73-jarige leeftijd, na een slepende ziekte.

## Erelijst

### Speler
Austria Wien
- Oostenrijkse Bundesliga: 1969-70
- Oostenrijkse Beker: 1970-71, 1973-74

Club Brugge
- Eerste Klasse: 1975–76, 1976–77, 1977–78
- Beker van België: 1976–77
- UEFA Cup: 1975-76 (finalist)[4]
- Europacup I: 1977-78 (finalist)[5]
- Trofee Jules Pappaert: 1978[6]